# Lewis van der Veen Zeppenfeldt
Lewis Jacob Thielen van der Veen Zeppenfeldt O.P. (Oranjestad, 11 oktober 1891 - Curaçao, 4 juli 1957) was een Nederlands-Antilliaans geestelijke van de Rooms-Katholieke Kerk en was de eerste Arubaanse pater die bisschop werd.
Van der Veen Zeppenfeldt werd geboren op Aruba. Hij trad in in de orde der dominicanen; zijn priesterwijding vond plaats op 15 augustus 1918. 
Op 11 november 1948 werd Van der Veen Zeppenfeldt benoemd tot apostolisch vicaris van Curaçao en titulair bisschop van Acholla. Zijn bisschopswijding vond plaats op 30 december 1948. Hij heeft op Aruba de parochies van Paradera en Brasil opgericht en de kerken daar ingewijd.  
Van der Veen Zeppenfeldt was acht jaar vicaris. Op 9 december 1956 ging hij met emeritaat. In 1949 werd hij benoemd tot ridder in de Orde van de Nederlandse Leeuw.